# Острови Ґеййо
Острови́ Ґеййо́ (яп. 芸予諸島, げいよしょとう, ґей-йо сьото, «острови провінцій Акі та Ійо») — група островів у західній частині Внутрішнього Японського моря. Розташовані між великими островами Хонсю та Сікоку, історичними провінціями Акі (Хіросіма) й Ійо (Ехіме). Включає усі острови на цьому проміжку за винятком островів Ета, Номі та Курахасі в Хіросімській затоці. Історично більшість островів групи були базами японських піратів. З 20 століття основою господарства району Ґеййо є вирощування мандаринів та рибальство.

## Острови
Префектура Хіросіма
- Острови Камаґарі

1) Сімо-Камаґарі (下蒲刈島) + 4 островів-скель на півдні острова.
Менеко (女猫島)
Хікубе (ヒクベ) + 7 островів-скель в околицях острова
- Острів Ета